# Улица Фрунзе (Липецк)
У́лица Фру́нзе — улица в Советском округе города Липецка. Проходит в центре от реки Липовки и Комсомольского пруда до Комсомольской улицы. Пересекает улицы Льва Толстого, Советскую, Первомайскую, Октябрьскую, Неделина. Параллельно проходят улицы Скороходова и Ворошилова.

## История

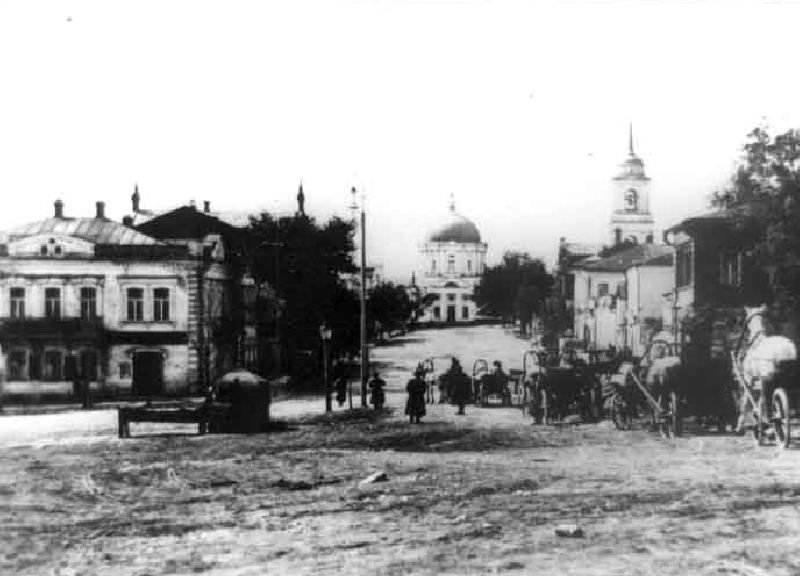
Усманская улица (ныне улица Фрунзе). Начало XX века

Улица сформировалась в процессе коренной перестройки Липецка в 1-й половине XIX века при реализации генерального плана города, утверждённого в 1805 году. Являлась одной из важнейших магистралей города. Вела к городским воротам, находившимся в районе пересечения с Прогонной улицей (ныне улица Неделина), откуда начиналась дорога в Усмань. Отсюда и первоначальное название улицы — У́сманская. В советское время (в 1925 году) была переименована в честь советского государственного, военного и партийного деятеля М. В. Фрунзе.

## Дореволюционная застройка
На улице Фрунзе по-прежнему остаётся застройка дореволюционного уездного Липецка. Несколько из них имеют статус :
- № 1 — усадебный дом купца Шелихова — бывшее купеческое собрание (2-я половина XIX века)
- № 4 — усадебный дом купца Замятина (2-я половина XIX века)
- № 4а — усадебный дом XIX века
- № 5 — административное здание 1950-х годов
- № 7а — усадебный комплекс купца Замятина (2-я половина XIX века)
- № 7 — дом XIX века
- № 9 — дом XIX века. В 1955—1964 в нём располагалась областная библиотека. В 2006 году участок стал инвестиционно привлекательным: к 2009 году ОАО «Липецкая ипотечная корпорация» здесь обещает построить областной ипотечный центр. В марте 2007 года[1] дом снесли из-за привлекательности участка. От постройки оставалась лишь арка. Однако ночью 3 июля 2008 года арка была снесена. Причина заключалась в том, что арка мешала стройке[2]. Ипотечный центр так и не построили. Участок стоит пустой и зарастает.

- № 10 — жилой двухэтажный каменный дом середины XIX века
- № 11 — дом священника Жданова, построенный в XIX веке. В 1919—1921 годах здесь находилась одна из первых в стране после революции художественная студия, в которой учился художник-монументалист Г. И. Рублев
- № 21 — усадебный дом XIX века

До 1913 года на перекрёстке с улицей Прогонной существовал единственный в городе дом терпимости

## Советское время
Усманская улица (позже Фрунзе) в 1950-е годы становится центром нового Липецка. Тогдашние власти посчитали местную застройку ветхой. В 1970-е годы начинается снос домов. На углу с Советской улицей возводится Дом союзов (арх. Г. М. Александров). Чуть позже появились ещё два административных здания — нынешняя мэрия Липецка (на Театральной площади) и совет депутатов (дом № 1).

## Сегодняшние дни
В сентябре 2003 года во время раскопок на улице Фрунзе строители наткнулись на старинный погост. Там, где находится магазин «Фрунзенский» (дом № 14), некогда существовала церковь Димитрия Солунского.
В 2006 году началось строительство офисно-гостиничного комплекса на двух берегах Комсомольского пруда. Два здания будут соединены стеклянным переходом над водой.
В Липецке ныне существует другая Усманская улица — на Силикатном.

## Фотогалерея

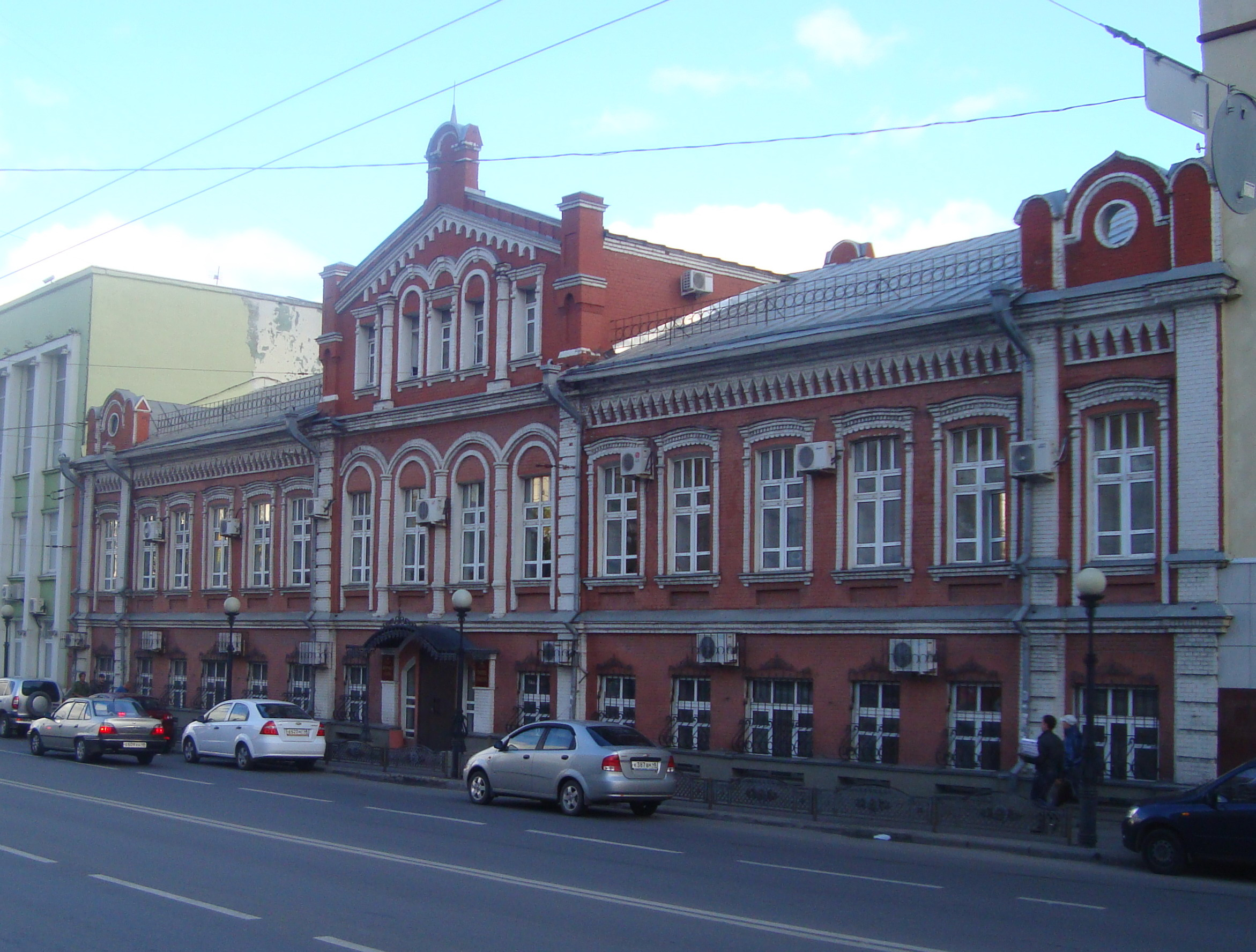
ул. Фрунзе, 1
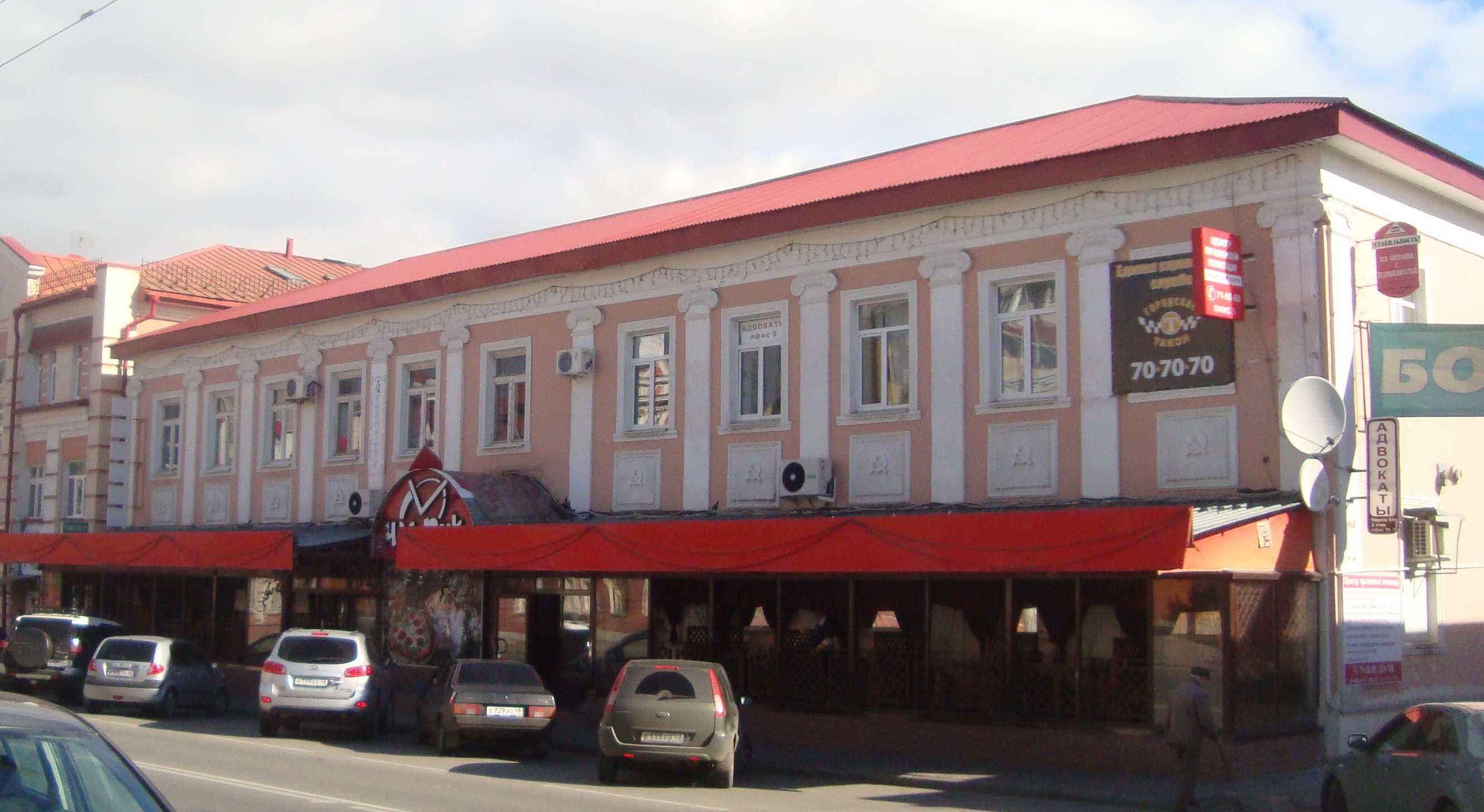
ул. Фрунзе, 5
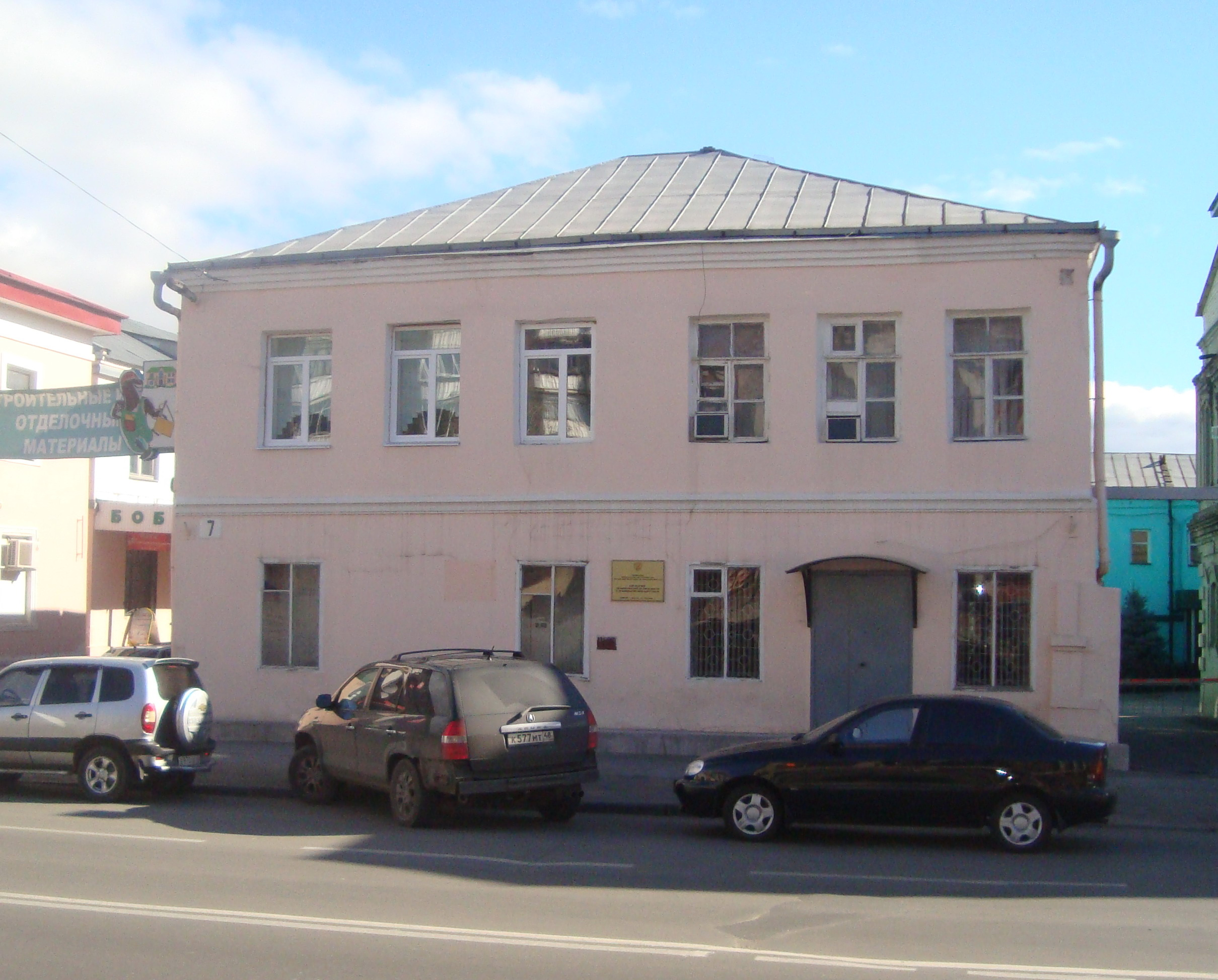
ул. Фрунзе, 7
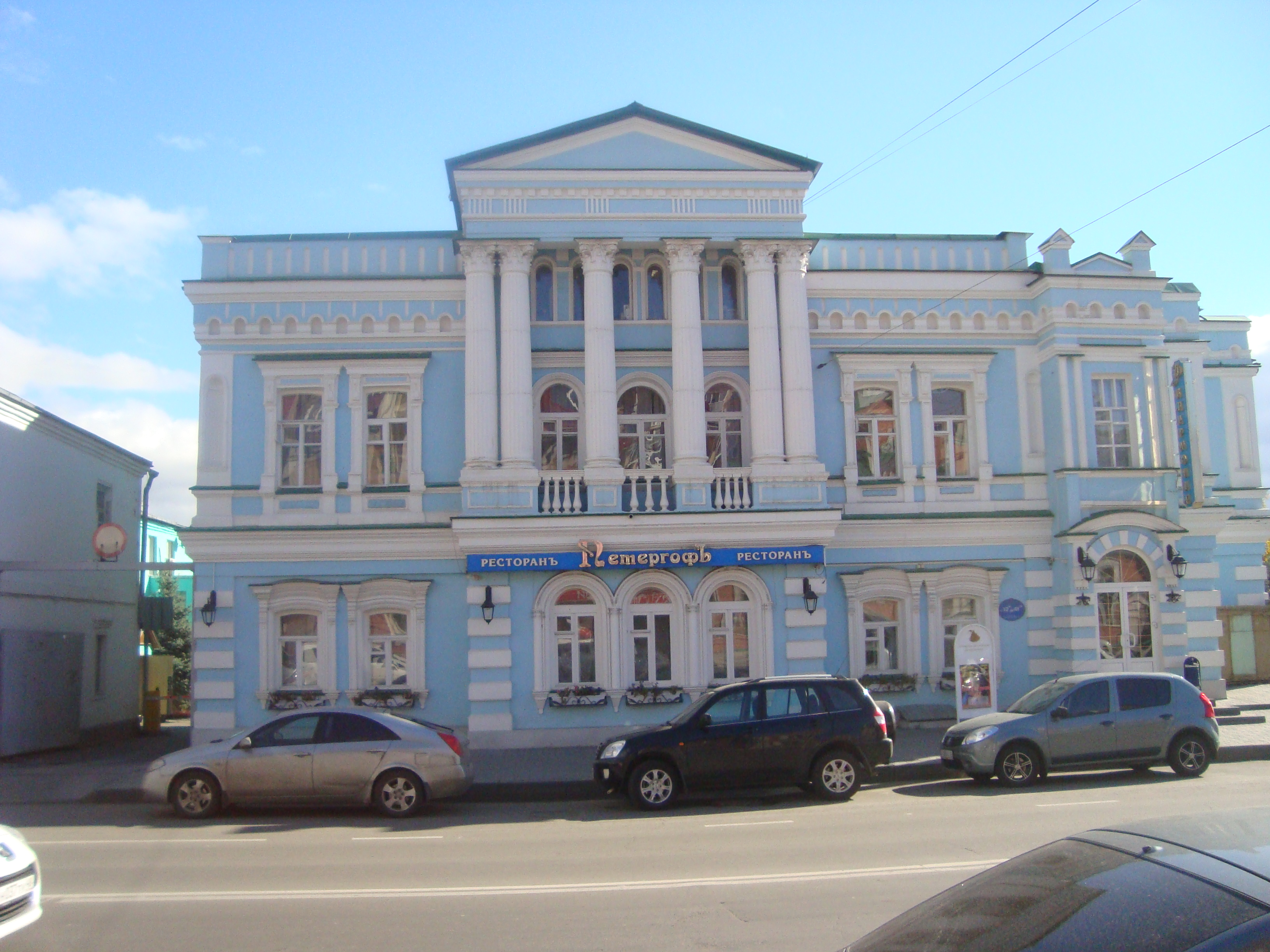
ул. Фрунзе, 7а
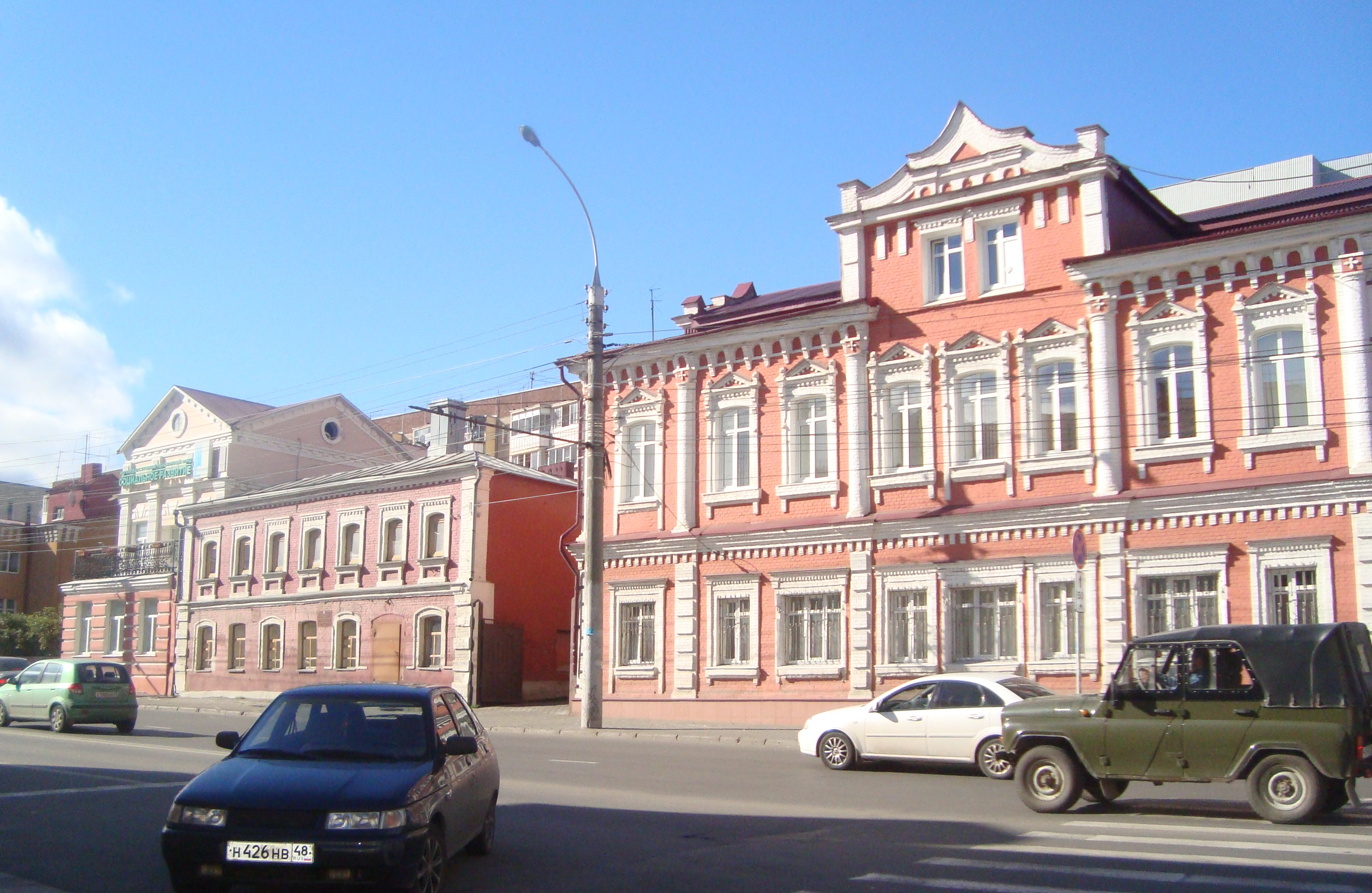
ул. Фрунзе, 4 и 4а
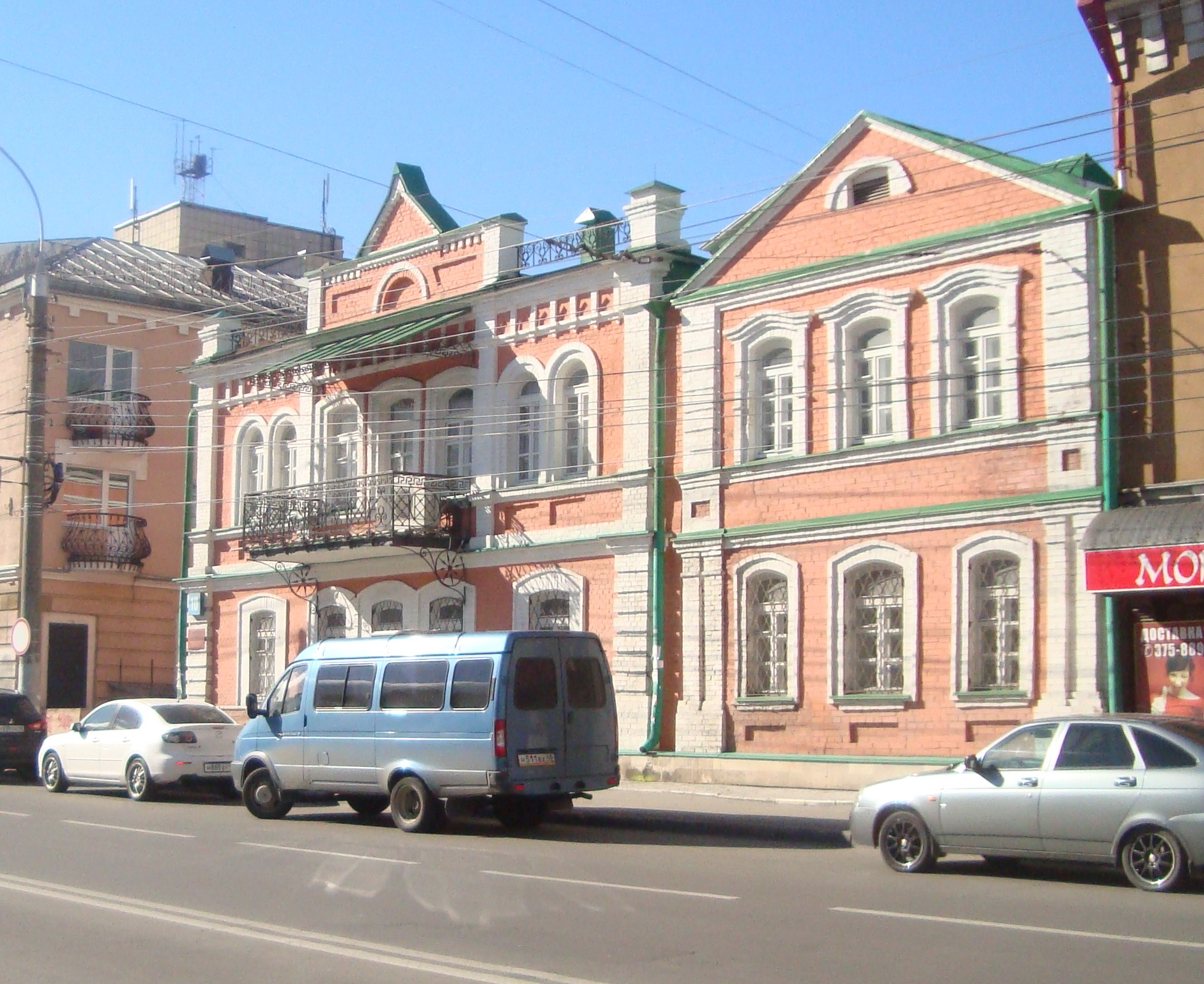
ул. Фрунзе, 10
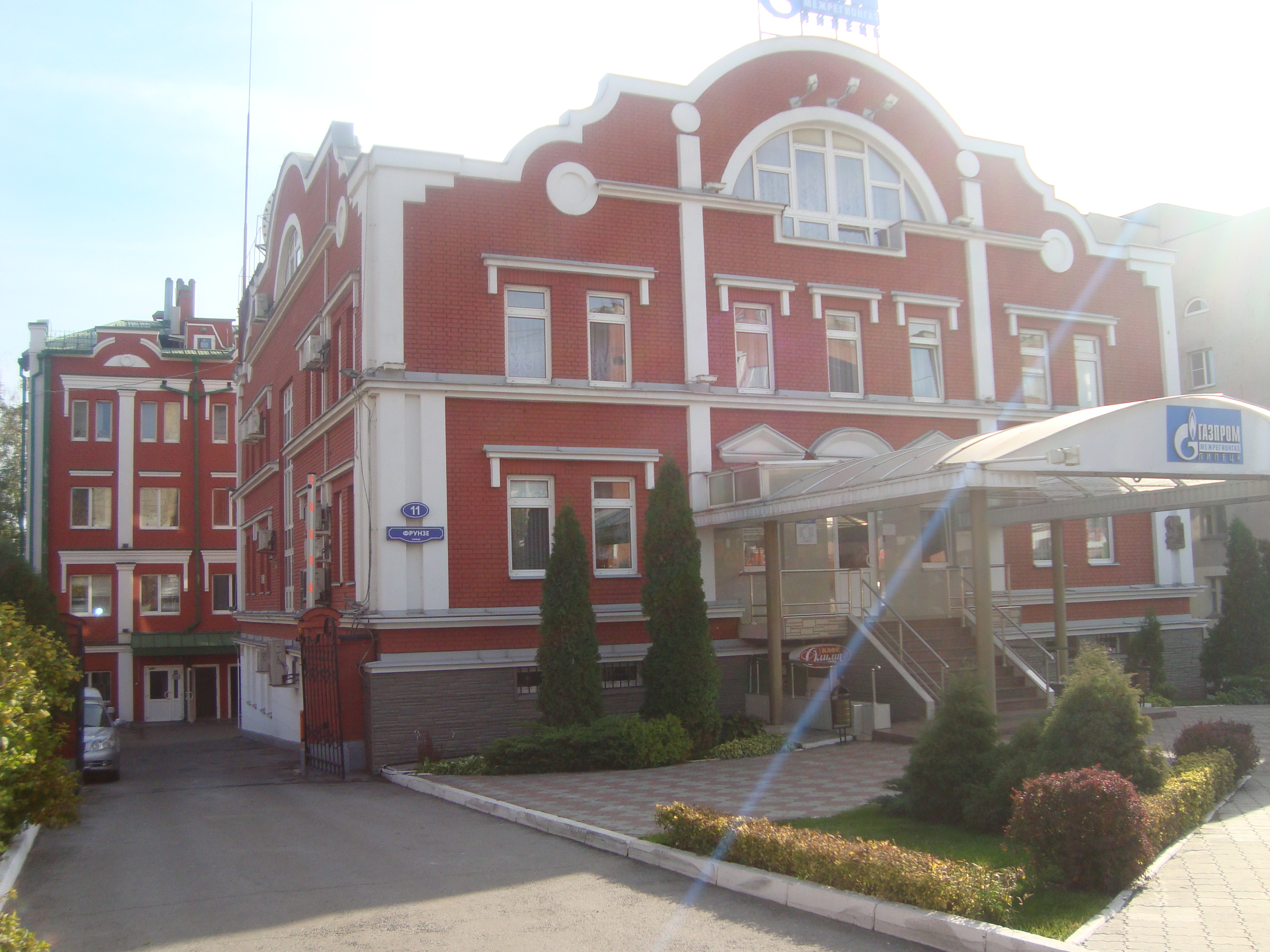
ул. Фрунзе, 11
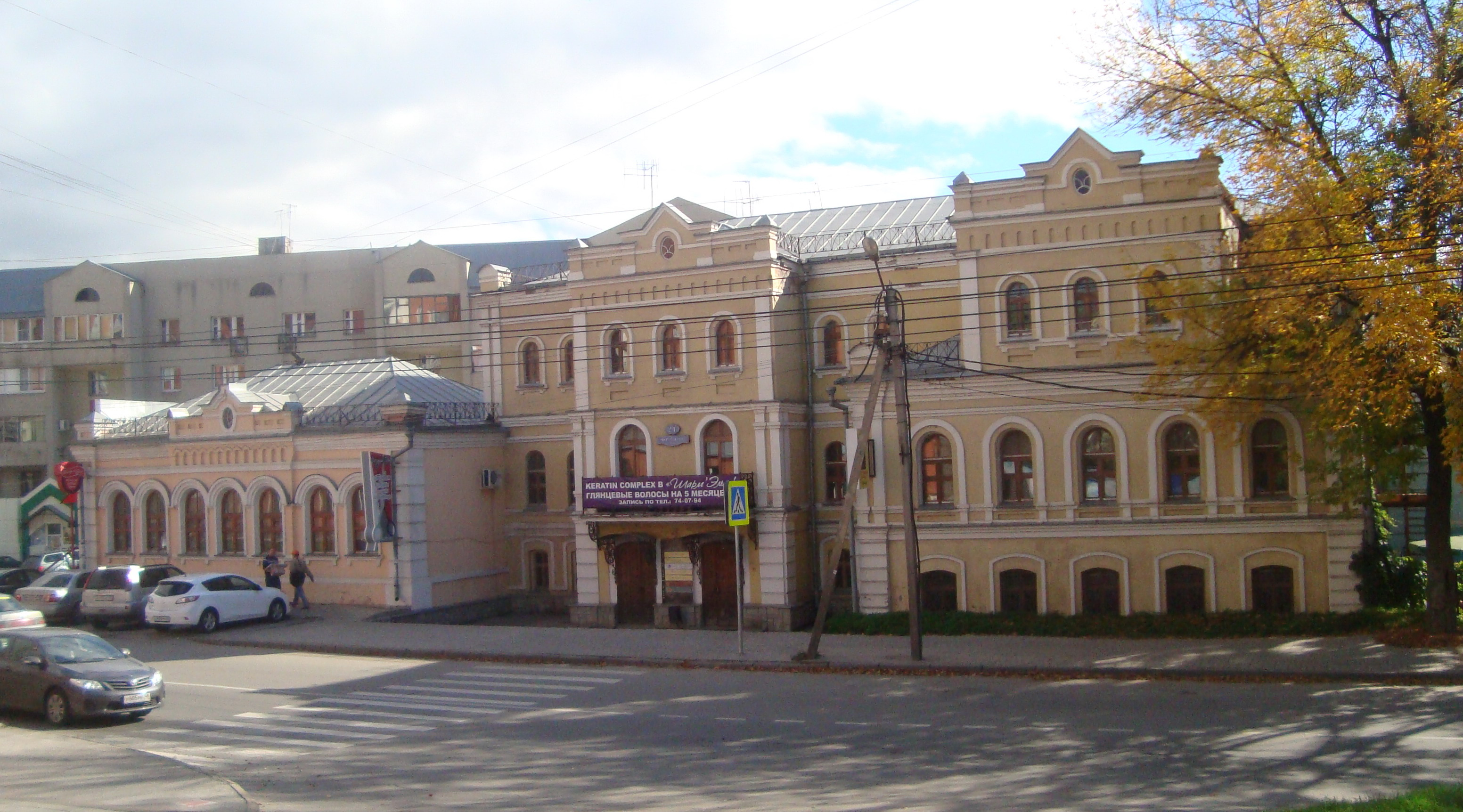
ул. Фрунзе, 21
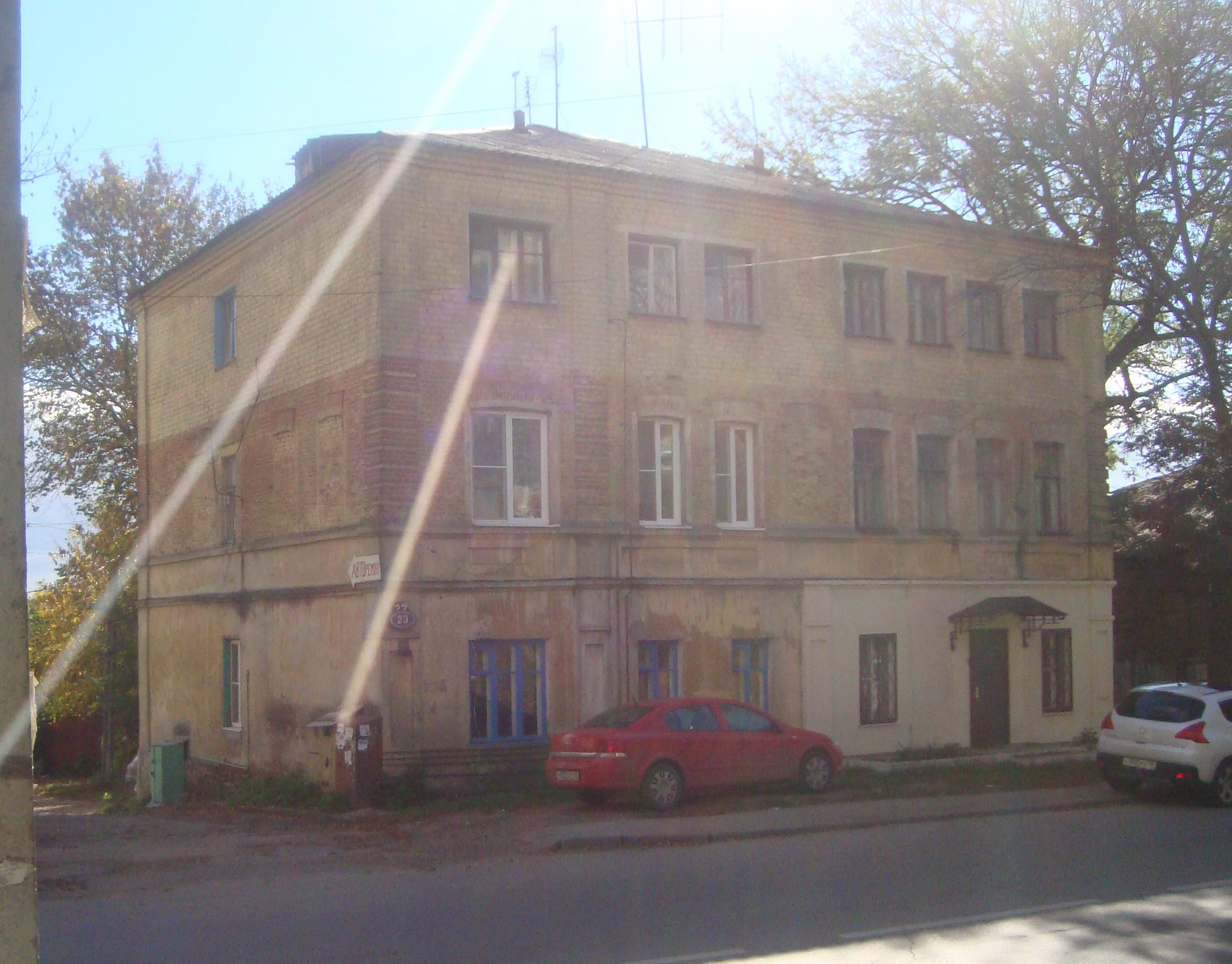
ул. Фрунзе, 23
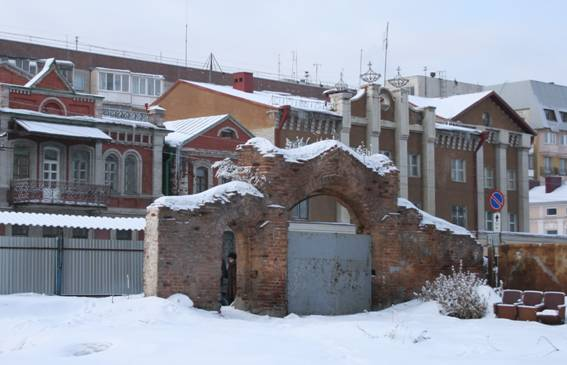
Ворота XIX века, снесённые 3 июля 2008 (ул. Фрунзе, 9)

## Транспорт
До середины 2000-х годов на участке от Липовки до Первомайской улицы ходил трамвай.
- к домам начала улицы — авт. 2, 9т, 12, 33, 33а, 302, 306, 315, 322, 325, 352, 359 ост.: «Театральная пл.»;авт. 9т, 28, 33, 33а, 306, 322, 325, 359 ост.: «Ул. Фрунзе».
- к домам середины и конца улицы — авт. 8, 17, 17а, 40, 40а, 302, 308к, 317, 321, 332, 343 ост.: «Магазин „Никольский“».
- к домам конца улицы — авт. 9т, 28, 302, 359, ост.: «Металлургический колледж».